# Vardis Vardinogiannis
Vardis Vardinogiannis (griechisch Βαρδής Βαρδινογιάννης; * 4. Dezember 1933 in Lappa, Rethymno; † 12. November 2024 in Athen) war ein griechischer Unternehmer und Manager. Er war ein Milliardär und Geschäftsmann aus der Öl- und Schifffahrtsbranche. Vardinogiannis wurde in die Lloyd’s List's Most Influential People in Shipping aufgenommen und stand mit einem geschätzten Vermögen von 1,9 Milliarden Dollar auch auf der Forbes-Liste.

## Leben
Vardinogiannis wurde in Episkopi, Rethymno, Kreta, geboren.
Vardis Vardinogiannis entstammt einer einflussreichen griechischen Reederfamilie. Diese stammte ursprünglich aus Agios Ioannis, Sfakia, zog aber Anfang des 20. Jahrhunderts nach Episkopi.
Die Vardinogiannis-Familie verfügt über ein weites Netzwerk. Heute reichen ihre Interessen von Erdöl und Schifffahrt über Banken und Medien, Immobilien und Hotels bis hin zu Verlagswesen und Wohltätigkeitsarbeit. Im Jahr 2015 hielt die Familie Vardinogiannis Anteile an insgesamt 98 Unternehmen in Griechenland und im Ausland.
Den Brüdern Vardinogiannis gehörte das Handelsschiff Ioanna V, das 1966 das von den Vereinten Nationen und Großbritannien verhängte Embargo gegen das Regime von Rhodesien durchbrach und Öl in den Hafen Beira in der portugiesischen Kolonie Mosambik brachte, der durch eine Pipeline mit dem eingeschlossenen Rhodesien verbunden war. Dies brachte der Gruppe enorme Gewinne ein.
Er saß im Vorstand der griechischen Unternehmen Motor Oil, das Raffinerien und Tankstellen betreibt, und Vegas Oil and Gas, das in Ägypten Erdöl fördert. Im Sommer 1979 übernahm die Familie Vardinogiannis sämtliche Aktienanteile des Vereins Panathinaikos Athen und somit wechselte der Besitz des Fußballvereins in die Hände des Reeders Vardis Vardinogiannis.
Am 20. November 1990 entkam Vardinogiannis unverletzt einem Anschlag der Terrororganisation 17. November.
Er war mit Marianna Vardinogianni verheiratet und hatte fünf Kinder. Sein Sohn Giannis Vardinogiannis ist als Manager tätig und war zeitweilig Rennfahrer und Präsident des Fußballvereins Panathinaikos Athen, bis infolge einer Kapitalaufstockung die Mehrheit der Aktien am Verein nach 30 Jahren Familienbesitz veräußert wurde.

## Verbindung zur Kennedy-Familie
Vardis Vardinogiannis und seine Frau Marianna gehörten zusammen mit Bill Clinton und anderen führenden Persönlichkeiten zu den Gründern des Robert Kennedy Leadership Council. Die Hochzeit von Rory Kennedy, Tochter von Robert und Ethel Kennedy, mit Mark Bailey wurde in Vardinogiannis' griechischer Villa in Ekali Athen gefeiert. Auch die Hochzeit ihrer älteren Schwester Mary Courtney Kennedy mit dem Iren Paul Hill im Jahr 1993 wurde auf der Luxusyacht Varmar von Vardinogiannis gefeiert.